# Gyenyisz Viktorovics Urubko
Gyenyisz Viktorovics Urubko  (Дени́с Ви́кторович Уру́бко) (Nyevinnomisszk, Szovjetunió, 1973. július 29. –) orosz hegymászó.

## Élete
1973. július 29-én született a Szovjetunióban, az Észak-Kaukázusban. 1986–1990-ig Szahalin szigetén élt családjával. 1990 óta Kazahsztánban él, Almati városában.
Ő a 15. ember aki megmászta a világ mind a 14 nyolcezres hegycsúcsát. 
Ezt a fantasztikus teljesítményt mindössze 9 év (2000–2009) alatt teljesítette. (Jerzy Kukuczka után a második legkevesebb idő alatt). Ő és Simone Moro mászta meg a Makalut első ízben télen. Továbbá a nevéhez fűződik az Elbrusz gyorsasági megmászásának világrekordja.
Végzettségét tekintve színész  operatőr. Jelenleg a Kazahsztáni Hadsereg Központi Sportklubjának  alkalmazásában áll, mint professzionális sportember és sportedző.
2016-ban Magyarországon is tartott előadást.

## Fontosabb mászások

### Nyolcezresek
Urubko minden nyolcezresét kiegészítő oxigén használata nélkül mászta meg.
- Csomolungma, 8848 m, 2000. május 24. (a déli normál úton)
- Lhoce, 8516 m, 2001. május 23. (a normál úton)
- Gasherbrum I, 8064 m, 2001. augusztus 13. (a Japán-kuloáron)
- Gasherbrum II, 8035 m, 2001. augusztus 20. (a normál úton)
- Kancsendzönga, 8586 m, 2002. május 13. (a délnyugati falon)
- Sisapangma, 8046 m, 2002. október 25. (a főcsúcs és a központi csúcs)
- Nanga Parbat, 8125 m, 2003. június 17. (a Kinshoffer-úton)
- Broad Peak, 8046 m, 2003. július 18. (a normál úton)
- Annapurna, 8091 m, 2004. május (éjszakai mászás)
- Broad Peak, 8046 m, 2005. július 25. (Szergej Szamojlovval, a délnyugati fal első megmászása)
- Manaszlu, 8163 m, 2006. április 25. (Szergej Szamojlovval, a normál úton)
- Manaszlu, 8163 m, 2006. május 8. (Szergej Szamojlovval, az északkeleti fal első megmászása)
- Dhaulagiri, 8167 m, 2007. május 2. (a normál úton)
- K2, 8611 m, 2007. október 2. (Szergej Szamojlovval, északi fal, északi gerinc Japán-út)[2]
- Makalu, 8463 m, 2008. május 12.
- Makalu, 8463 m, 2008. február 9. (Simone Moróval, első téli megmászás)
- Cso-Oju, 8201 m, 2009. május (Borisz Gyegyeskóval, a délkeleti fal első megmászása)
- Lhoce, 8156 m, 2010. május 16. (új úton a Déli-nyeregből)
- Gasherbrum II, 8035 m, 2011. február 2. (Simone Moróval és Cory Richardsszal, első téli megmászás)[3]
- Kancsendzönga, 8586 m, 2014. május 19. (északi fal)

### További jelentős mászások
- Han-Tengri, 7010 m, 2000., gyorsasági rekord (alaptábortól a csúcsig 7 óra 40 perc, alaptábortól alaptáborig 12 óra 15 perc)
- Ibn Szína-csúcs, 7134 m, 2002., gyorsasági rekord
- Kali Himal, 7066 m, 2004., Simone Moróval, az északnyugati fal első megmászása
- Elbrusz, 5642 m, 2006. szeptember 14., gyorsasági rekord (3 óra 56 perc)[4]
- Han-Tengri, 7010 m, 2017. január 29., szóló téli megmászás[5]
- Nanga Parbat, 2018., Adam Bieleckivel Elisabeth Revol megmentése 6000 méter magasról

### Csúcskísérletek
- K2, 8611 m, 2003., kísérlet az első téli megmászásra
- Nanga Parbat, 8126 m, 2012., Simone Moróval, kísérlet az első téli megmászásra
- K2, 8611 m, 2018. február, kísérlet az első téli megmászásra

## Díjak, elismerések
- Piolet d'Or jelölés 2007, Szergej Szamojlovval a Manaszlu északkeleti falának első megmászásáért
- Eiger-díj 2009, Simone Moróval a Makalu első téli megmászásáért
- Piolet d'Or 2010, Borisz Gyegyeskóval a Cso-Oju délkeleti falának első megmászásáért